# Tectaria dubia
Tectaria dubia är en ormbunkeart som först beskrevs av C. B. Cl. och Bak., och fick sitt nu gällande namn av Ren-Chang Ching. Tectaria dubia ingår i släktet Tectaria och familjen Tectariaceae. Inga underarter finns listade.